# سالگاندا
سالگاندا (به لاتین: Salganda) یک منطقهٔ مسکونی در روسیه است که در جمهوری آلتای واقع شده‌است.